# Österreichische Handballmeisterschaft (Frauen) 2020/21
Die 50. Saison der Women Handball Liga Austria (WHA) begann am 12. September 2020.
In der höchsten österreichischen Frauenliga waren 12 Mannschaften vertreten.

## Modus
Im Grunddurchgang spielten zwölf Mannschaften ein Doppelrundenturnier. Das Play-off um den Meistertitel wurde in Form eines "Final-Four" im Europacup-Modus ausgespielt: im Semifinale traf der Erste auf den Vierten, der Zweite auf den Dritten.

## Grunddurchgang
| Pl.                              | Verein                                | Sp. | S  | U | N  | Tore      | Diff. | Punkte |
| -------------------------------- | ------------------------------------- | --- | -- | - | -- | --------- | ----- | ------ |
| 1.                               | Hypo NÖ                               | 22  | 21 | 0 | 1  | 0682:4090 | +273  | 42     |
| 2.                               | WAT Atzgersdorf (M)                   | 22  | 19 | 1 | 2  | 0699:5150 | +184  | 39     |
| 3.                               | UHC Müllner Bau Stockerau             | 22  | 16 | 2 | 4  | 0639:5950 | +44   | 34     |
| 4.                               | BT Füchse                             | 22  | 13 | 2 | 7  | 0618:5950 | +23   | 28     |
| 5.                               | HC Sparkasse BW Feldkirch             | 22  | 11 | 3 | 8  | 0560:5600 | ±0    | 25     |
| 6.                               | MGA Fivers                            | 22  | 11 | 0 | 11 | 0624:6080 | +16   | 22     |
| 7.                               | Roomz Hotels ZV Handball Wr. Neustadt | 22  | 8  | 1 | 13 | 0548:5860 | −38   | 17     |
| 8.                               | UHC Eggenburg                         | 22  | 6  | 1 | 15 | 0534:6130 | −79   | 13     |
| 9.                               | HIB Handball Graz                     | 22  | 6  | 0 | 16 | 0588:6720 | −84   | 12     |
| 10.                              | SC witasek Ferlach/Feldkirch          | 22  | 6  | 0 | 16 | 0564:6240 | −60   | 12     |
| 11.                              | SSV Dornbirn Schoren                  | 22  | 6  | 0 | 16 | 0489:6450 | −156  | 12     |
| 12.                              | Perchtoldsdorf Devils                 | 22  | 3  | 2 | 17 | 0552:6750 | −123  | 8      |
| Quelle: ÖHB, Stand: 15. Mai 2021 |                                       |     |    |   |    |           |       |        |

|     | Finalserie                 |
|     | Abstieg                    |
| (M) | Meister der letzten Saison |

In diesem Jahr wurde der Grunddurchgang von zwei Dingen geprägt: einerseits wurden zahlreiche Meisterschaftsspiele wegen Corona-Erkrankungen in mehreren Teams verschoben, andererseits gab es ein Kopf-an-Kopf-Rennen von Hypo Niederösterreich und WAT Atzgersdorf, die klar stärker als der Rest der Liga auftragen. Hypo entschied das erste WHA-Duell mit einer hervorragenden Leistung klar mit 33:18 für sich, allerdings fehlten bei Atzgersdorf mehrere wichtige Spielerinnen. Knapp vor Ende des Grunddurchganges nahmen die Wienerinnen mit einem knappen 24:22-Sieg in der Südstadt Revanche, wobei sie zwischenzeitlich schon mit neun Toren Vorsprung geführt hatten.
Sehr stark präsentierten sich im Frühjahr die BT Trofaiach Füchse, gegen die Atzgersdorf aus beiden WHA-Spielen nur einen Punkt erzielen konnte. Die Steirerinnen konnten sich neben dem UHC Stockerau ebenfalls für den WHA-Finaldurchgang qualifizieren.
Der Abstieg traf heuer die Perchtoldsdorf Devils, die in einigen Spielen Pech hatten und diese nur knapp verloren.

## Finalserie

### Finalserie-Baum
|  | Halbfinale | Halbfinale      | Halbfinale |  |  | Finale | Finale          | Finale |
|  |            |                 |            |  |  |        |                 |        |
|  |            |                 |            |  |  |        |                 |        |
|  | GD1        | Hypo NÖ         | 2          |  |  |        |                 |        |
|  | GD4        | BT Füchse       | 0          |  |  |        |                 |        |
|  |            |                 |            |  |  | GD1    | Hypo NÖ         | 2      |
|  |            |                 |            |  |  | GD2    | WAT Atzgersdorf | 0      |
|  | GD2        | WAT Atzgersdorf | 1          |  |  |        |                 |        |
|  | GD3        | UHC Stockerau   | 1          |  |  |        |                 |        |
|  |            |                 |            |  |  |        |                 |        |

### WHA Halbfinale
Für das Halbfinale sind die ersten vier Mannschaften qualifiziert. Wobei der Erste gegen den Vierten und der Zweitplatzierte gegen den Vierten spielt. Die K.O.-Phase wird in Best-of-Two Serien ausgetragen, die Sieger spielen im Finale um den Meistertitel. Bei Gleichstand in einer Serie zählt die Tordifferenz.
Ab dem 19. Mai 2021 war es für die Handballteams wieder möglich, Spiele vor Publikum auszutragen.
| Hypo NÖ (GD1) – BT Füchse (GD4) | Hypo NÖ (GD1) – BT Füchse (GD4) | Hypo NÖ (GD1) – BT Füchse (GD4) | Hypo NÖ (GD1) – BT Füchse (GD4) |
| ------------------------------- | ------------------------------- | ------------------------------- | ------------------------------- |
| 19. Mai                         | BT Füchse 7 Schuster-Levak      | 17 : 28 (9 : 16)                | Hypo NÖ 6 Schindler             |
| 22. Mai                         | Hypo NÖ 6 Bauer                 | 44 : 22 (21 : 9)                | BT Füchse 10 Zizic              |
| Endstand in der Serie: 2:0      |                                 |                                 |                                 |

| WAT Atzgersdorf (GD2) – UHC Müllner Bau Stockerau (GD3) | WAT Atzgersdorf (GD2) – UHC Müllner Bau Stockerau (GD3) | WAT Atzgersdorf (GD2) – UHC Müllner Bau Stockerau (GD3) | WAT Atzgersdorf (GD2) – UHC Müllner Bau Stockerau (GD3) |
| ------------------------------------------------------- | ------------------------------------------------------- | ------------------------------------------------------- | ------------------------------------------------------- |
| 19. Mai                                                 | UHC Müllner Bau Stockerau 5 Hart, Rein-Lorenzale        | 18 : 34 (8 : 18)                                        | WAT Atzgersdorf 13 Gschwentner                          |
| 22. Mai                                                 | WAT Atzgersdorf 7 Reichert                              | 24 : 26 (14 : 11)                                       | UHC Müllner Bau Stockerau 7 Rein-Lorenzale              |
| Endstand in der Serie: 1:1                              |                                                         |                                                         |                                                         |

### WHA Finale (Best of three)
| Finale: Hypo NÖ (GD1) – WAT Atzgersdorf (GD2) | Finale: Hypo NÖ (GD1) – WAT Atzgersdorf (GD2) | Finale: Hypo NÖ (GD1) – WAT Atzgersdorf (GD2) | Finale: Hypo NÖ (GD1) – WAT Atzgersdorf (GD2) |
| --------------------------------------------- | --------------------------------------------- | --------------------------------------------- | --------------------------------------------- |
| 27. Mai 2019, 18:10 Uhr                       | Hypo NÖ 5 Riesenhuber                         | 25 : 20 ( 13 : 9 )                            | WAT Atzgersdorf 7 Reichert                    |
| 30. Mai 2019, 18:10 Uhr                       | WAT Atzgersdorf 11 Reichert                   | 24 : 27 ( 12 : 10 )                           | Hypo NÖ 7 Berlini                             |
|                                               |                                               |                                               |                                               |
| Endstand in der Serie: 2:0                    |                                               |                                               |                                               |

Hypo spielte das erste Finalspiel zu Hause. Die Partie war sehr kampfbetont, beide Mannschaften zeigten Nervosität. Das Spiel war geprägt von starken Paraden der Torfrauen und guten Abwehrleistungen. Vor allem Atzgersdorf beging in der ersten Hälfte häufiger technische Fehler im Spielaufbau, die Ballverluste zur Folge hatten. Hypo nutzte dies und führte nach etwas mehr als zehn Minuten mit vier Toren. In höherem Sinne war das die Entscheidung, denn Hypo behauptete den Vorsprung über den Rest der Spieldauer, Atzgersdorf kam nie näher als auf drei Tore heran.
In der zweiten Partie im Hans-Lackner-Dom (Atzgersdorf) waren beide Teams von Anfang an einander ebenbürtig. Hypo agierte in der Deckung zunächst etwas zu passiv, Atzgersdorf lag zumeist knapp voran. Mit schönen Spielzügen konnten die Wienerinnen kurz vor der Pause erstmals ihren Vorsprung auf drei Tore vergrößern. Nach Seitenwechsel spielte Hypo jedoch stärker, kam sogar zum Ausgleich, dann jedoch legte Atzgersdorf nach und führte 15 Minuten vor dem Ende wiederum mit drei Toren. Dann jedoch zahlte sich Hypos besser werdende Verteidigungsleistung aus, in den nächsten 10 Minuten stellten sie mit präzisem Angriffsspiel und gelungenen Abschlüssen von 16:19 auf 23:20. Im Finish agierten die Südstädterinnen abgebrüht und gaben den Vorsprung nicht mehr her, wenn auch die endgültige Entscheidung erst in der Schlussminute fiel.